# David Stevens
Ne doit pas être confondu avec Davis Steven.
David Robert Stevens, baron Stevens de Ludgate (né le 26 mai 1936) est un pair britannique qui est l'un des deux membres de l'UKIP à la Chambre des lords.

## Biographie
Il fait ses études à la Stowe School et au Sidney Sussex College, Cambridge (MA, économie). Il est le fils d'Arthur Edwin Stevens qui est le créateur de la première aide auditive électronique portée sur le corps. Il est le président de United Newspapers, de 1981 à 1999.
Il est créé pair à vie le 27 mars 1987 en prenant le titre de baron Stevens de Ludgate, de Ludgate dans la City de Londres. Il siège à l'origine en tant que conservateur, mais est exclu par le parti en 2004 après avoir signé une lettre en faveur de l'UKIP. Il siège en tant que conservateur indépendant mais rejoint l'UKIP en 2012. Fin 2018, il quitte l'UKIP pour siéger à nouveau en tant que conservateur indépendant.